# Più sole
Più sole è un singolo della cantante Nicky Nicolai, in collaborazione con il marito Stefano di Battista, pubblicato il 18 febbraio 2009 dall'etichetta discografica Emarcy/Universal Music. 
Il brano è stato scritto da Jovanotti e Stefano Di Battista ed è stato presentato al pubblico in occasione del Festival di Sanremo 2009, senza tuttavia essere ammesso alla serata finale. È stato inserito nell'omonimo album, Più sole accreditato ad entrambi gli artisti e pubblicato nello stesso periodo.

## Tracce
1. Più sole – 4:05

## Classifiche
| Classifica (2009) | Posizione massima |
| ----------------- | ----------------- |
| Italia            | 33                |